# Haddy N'jie
Haddy Jatou N'jie (Oslo, 25 de junio de 1979) es una cantante, compositora, escritora y periodista noruega. Su padre es de Gambia y su madre es noruega. Ella creció en Kolbotn cerca de Oslo y es la mayor de cinco hermanos.
N'jie ha trabajado como reportera para el informativo televisivo Dagsrevyen y como columnista para el tabloide Dagbladet. Presentó el Festival de Eurovisión 2010 con Erik Solbakken y Nadia Hasnaoui.
Haddy N'jie ha realizado giras por Noruega en varias ocasiones, tanto como solista y como parte del grupo de comedia Queendom, compuesto por ella misma y otras cuatro mujeres noruegas negras, que comparten, en parte, orígenes africanos. Gran parte del material del grupo satiriza tanto sobre los noruegos como sobre los africanos.
Cuando Noruega realizó una ceremonia nacional el 21 de agosto de 2011 en conmemoración de las 77 víctimas de los ataques más graves sufridos en el país desde la Segunda Guerra Mundial, la emisión de televisión fue presentada por N'jie.